# Siros
Siros (grčki Σύρος), ili Sira, je grčki otok iz otočne skupine Cikladi u Egejskom moru. 
Otok se nalazi 78 nautičkih milja (144 km) jugo-istočno od Atene. Na ovom nevelikom otoku nalaze se tri općine; Ermoupolis, Ano Siros i Posejdonia. Ermoupolis je glavni grad otoka i arhipelaga Cikladi. To je oduvijek bio značajan lučki grad, a tijekom 19. stoljeća bio je veća i značajnija luka i od Pireja.

## Povijest Sirosa

### Siros za antike
Za antike otok je bio poznat pod imenom Sira (Sir), potom Siros, za njega se zna da su ga u drevna vremena nastanili Feničani. Sa Sirosa je bio poznati Odisejev svinjar Eumej (Odiseja, XV, 403. str.) i filozof Ferekid, Pitagorin učitelj.
Za Rimska carstva  glavno otočko mjesto bilo je Siros koje se nalazilo na mjestu gdje se danas prostire Ermoupolis. Počevši od kraja antike, barbarske provale i piratstvo, zaustavile su plovidbu po Egejskom moru, i to je 
trajalo stoljećima, sve je to dovelo do postupnog propadanja Sirosa. Za bizantske vlasti Siros je bio dio Egejske teme, zajedno s ostalim cikladskim otocima. Nakon zauzeća Bizanta od strane Križara i Mlečana 1204. godine, Siros je došao pod vlast Mletačke Republike i postao je dio Vojvodstva Naksosa. Mlečani su izgradili novi glavni grad - Ano Siros. Tijekom njihove vladavine, raširilo se katoličanstvo na otoku, koje je postalo većinska religija, s tim da je bogoslužje služeno na grčkom jeziku. Mlečani su vladali Sirosom gotovo tri i pol stoljeća, a na Sirosu se učvrstio feudalni sustav sličan onom u ostalim krajevima pod mletačkom vlašću. Pod Mletcima je ostao sve do 1522. godine, kada je osmanska flota Hajrudina Barbarosse zaposjela otok, a Vojvodstvo Naksos se raspala.

### Siros za osmanske vlasti
Osmanski vlastodršci postupili su relativno obazrivo s Cikladskim otocima, nakon pregovora s mjesnim uglednicima, ostavili su otocima znatne povlastice, poput malog poreza i vjerske slobode.
U isto to vrijeme, došlo je do sporazuma između Kraljevine Francuske i Papinske Države s jedne strane te Osmanskog carstva s druge, vjernici katolici sa Sirosa došli su pod zaštitu Francuske i papa, ta povlastica opstala je stoljećima. U drugoj polovici 17. stoljeća, otpočelo je razdoblje gospodarskog oporavka Egeja, vrhunac tog procesa zbio se na prijelazu iz 18. na 19. stoljeća. Posebni status koji je Siros uživao, omogućio je razvoj lokalne samouprave. Smanjenje i gušenje piratstva koje je otpočelo početkom 19. stoljeća povoljno se odrazilo na sigurnost plovnih puteva Istočnog Sredozemlja.
Zbog toga je, a prvenstveno zahvaljujući svom izvrsnom zemljopisnom položaju, Siros je postao nezaobilazna točka na pomorskim rutama Istočnog Sredozemlja. Kad je izbio Grčki rat za neovisnost 1821., otočani se nisu pridružili ostalim Grcima, već su proglasili neutralnost u tom sukobu, tako je Siros postao sigurno utočište mnogim grčkim izbjeglicama iz Male Azije i egejskih otoka. Ti novi doseljenici, koji su većinom bili mornari i trgovci, dali su otoku novu dinamiku, tako da je otok doživio demografski i gospodarski porast, a grad Ermoupolis postao je važno administrativno i kulturno 
sjedište toga doba.
Osobito je plodno doba bilo između 1822. i 1865., kad je podignuto puno zgrada u neoklasičnom stilu. Tad su podignuti i brojni reprezentativni objekti, poput; Gradske vijećnice (projektant poznati njemački arhitekt Ernst Ziller),  Apolonovo kazalište kojeg je projektirao talijanski arhitekt Campo (to je umanjena verzija milanske Scale), Gradska knjižnica, Opća bolnica Siros (Vardakeio-Proio), Trg Miaoulis i brojne druge građevine.
Nakon 1829. godine otok je postao sastavni dio  Kraljevine Grčke. 
Nakon tog je Ermoupolis izrastao u vrlo moderan i dobro opremljen grad, istovremeno se razvila industrija i obrt uz prometnu luku. U gradu je osnovano prvo moderno brodogradilište u Grčkoj - Neorion, koje je opstalo do danas, makar danas uglavnom obavlja većinom remonte brodova.
Tad su otvorena i veleposlanstva i konzulati Europskih zemalja poput Francuske, Engleske, Italije, Nizozemske i skandinavskih zemalja.
Vrlo dugo još od srednjeg vijeka, otočani su bili gotovo isključivo rimokatolici, ali od ujedinjenja s Kraljevinom Grčkom, ta se slika izmijenila tako da danas katolici predstavljaju oko 47% stanovništva. Na otoku vlada vjerska snošljivost i brojni su mješoviti brakovi između katolika i većinskih pravoslavaca.

### Zemljopisne karakteristike
Otok ima površinu od oko 83,6 km², dug je 16 km a širok 8 km, na njemu živi 19.782 stanovnika (popis stanovnika iz 2001.). To je brdovit otok s malo raslinja, najviši vrh je Pirgos sa svojih 442 m. Na otoku postoje dva veća grada, Ermoupolis (na moru) i - Ano Siros 3 500 metara dalje u brdu) koja su danas spojena u jedno neselje. Ostala veća otočka naselja su; Galisas, Finikas, Vari, Mana, Kini i Posidonija.

### Ermoupolis
Najveće otočko naselje je glavni grad Ermoupolis (Hermesov grad), sa svojim amfiteatralim rasporedom, neoklasisističkim palačama, i kućama obojenim u bijelo koje se kaskadno spuštaju do luke. Centrar Ermoupolisa je trg Miaoulis kojim dominira Gradska vijećnica okružena prstenom kafea. Ermoupolis ima brojne katoličke i pravoslavne crkve od kojih vrijedi izdvojiti crkvu Preobraženja (Metamorphosis), Kimisis tis Theotokou u kojoj se čuva slika El Greca, te katoličku katedralu sv. Nikole. U gradu je osobito životopisna Vaporia, četvrt pomoraca s lijepim neoklasicističkim palačama i uskim uličicama.

### Ano Siros
Ano Siros je danas spojen s Ermoupolisom, nalazi se brdu San Giorgio iznad njega. Ovo naselje podigli su Mlečani početkom 13. stoljeća, kao novo sjedište otoka. Ano Siros svojim uskim kaletama još i danas odiše svojom srednjovjekovnom atmosferom. Katolička bazilika San Giorgio iz 13. stoljeća, dominira panoramom grada Ano Siros. S platoa crkve San Giorgio pruža se pogled na susjedne otoke Tinos, Delos, Mikonos, Paros, Andros i Naksos.

## Gospodarstvo
Od 1830. godine počinje gospodarski rast otoka, isprva je osnova rasta bila trgovina tkaninima, kožom, svilom, željezarijom i brodogradnja, istovremeno razvio se i moćan bankarski sustav. Tijekom 1831. godine Siros je bio jedno od sjedišta nove neovisne Grčke tu je pisan novi Ustav, kad je predsjednik ustaničke vlade bio grof Ioannis Capodistrias (Giovanni Capo D'Istria). Tad je Ermoupolis dosegao brojku od čak 13.805 stanovnika (za ono vrijeme jako puno), a grad je čak bio i sjedište vlade. U gradu su tada djelovali; trgovački sud, pošta (jedna od prvih u Grčkoj), osiguravajuće duštvo, prva javna škola, ogranak Nacionalne banke Grčke, umjetnička galerija, muzej, knjižnica, društveni klub za elitu i brojne druge ustanove. 
No pojava epidemije kolere 1854. godine, ali i niz drugih epidemija, bacile su Ermoupolis, i cijeli Siros uskoro u drugi plan. 
Počevši od kraja 19. stoljeća pa nekoliko sljedećih desetljeća, održan je gospodarski rast otoka zahvaljujući osnutku tekstilne industrije (Foustanos-Karellas-Velissaropoulos & Co). Međutim od Drugog svjetskog rata prestao je gospodarski razvoj Sirosa i otpočelo doba stagnacije i propadanja. Od 1970-ih, otok je živnuo razvojem turizma, koji je postao nova osnova gospodarskog rasta. Krajem 1970-ih, ponovno je pokrenuto brodogradilište Neorion, a pokrenute su i brojne druge aktivnosti, tako da je Siros živnuo. Razvilo se i školstvo, Ermoupolis danas ima 7 osnovnih škola, 4 srednje škole, 2 tehničke škole, a sjedište je i Egejskog sveučilišta. Otok ima zračnu luku, i dobro je povezan s Pirejom i ostalim otocima Ciklada brodskim linijama.

## Poznati stanovnici otoka
- Ferekid (oko 600. – 550. pr. Krista), antički filozof
- Demetrius Vikelas (1835. – 1908.), pisac i prvi predsjednik Olimpijskog odbora
- Emmanuel Roidis (1836. – 1904.), književnik i novinar
- Antonio Gregorio Vuccino (Voutsinos) A.A. (1891. – 1968.), Nadbiskup Krfa, Zantea i Kefalonije
- Markos Vamvakaris (1905. – 1972.) glazbenik tradicionalne grčke glazbe Rebetiko

## Pogledajte i ovo
- Cikladi

## Vanjske poveznice
- Službene stranice otoka Siros (grč.)
- Službene stranice općine Ano Siros  Arhivirana inačica izvorne stranice od 15. srpnja 2006. (Wayback Machine) (grč.)
- Službene stranice općine Ermoupolis (engl.) (grč.)
- Egejsko sveučilište u Ermoupolisu (engl.) (grč.)